# Söderfors kyrka

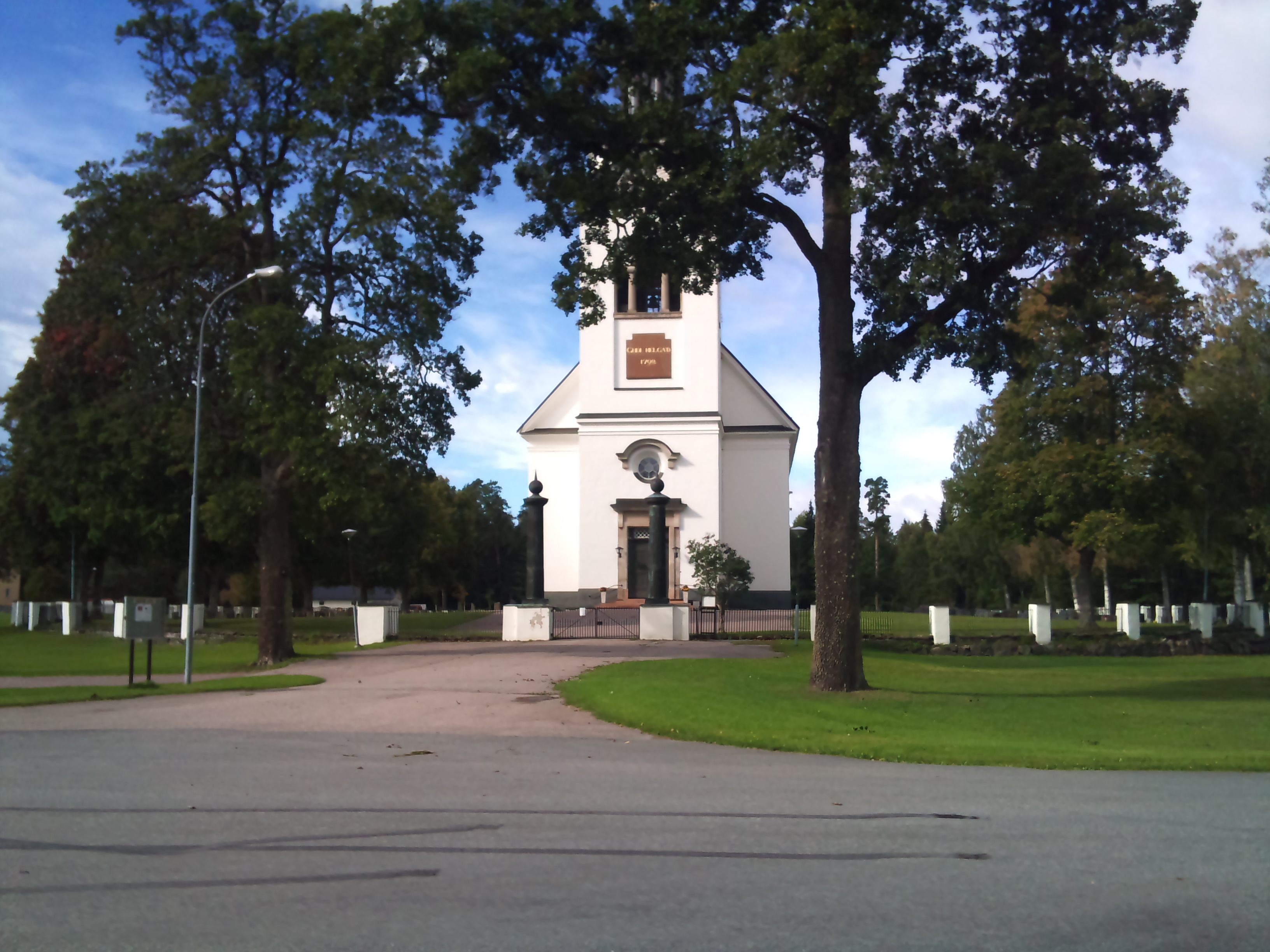
Infarten till kyrkan

Söderfors kyrka ligger i bruksorten Söderfors väster om Tierp och hör till Tierp-Söderfors församling.

## Kyrkobyggnaden
Kyrkan uppfördes 1789-1792 efter ritningar av Erik Palmstedt som ersättning för äldre korskyrka nedbrunnen 1789. Kyrkan bekostades helt av brukspatron Adolf Ulric Grill och invigdes 30 september 1792 av ärkebiskop Uno von Troil.
Söderfors kyrka är ett fint exempel på det sena 1700-talets nyklassicistiska kyrkobyggnadskonst och är praktmässigt placerad med huvudingången i direkt förlängning av Storgatan. Kyrkobyggnaden har en stomme av tegel och består av ett rektangulärt långhus med öst-västlig orientering. Tvärtemot flertalet andra kyrkor ligger tornet vid östra sidan och koret vid västra sidan. Tornet kröns av en inglasad lanternin, formad som ett rundtempel.

## Inventarier
- Höger om altaret finns en dopfunt som är tillverkad 1957.
- Tre ljuskronor från senare delen av 1800-talet är gåvor från församlingsborna respektive brukspatron Gustaf Östberg.
- I tornet hänger tre kyrkklockor där den äldsta är gjuten 1772.
- Sedan 1971 hänger på norra långväggen en altartavla som är en fri kopia av Fredric Westins altartavla i Kungsholms kyrka, Stockholm. Kopian är målad av Anna Matilda Forssenius och har motivet Jesu uppståndelse. Åren 1855 till 1945 fungerade tavlan som altarprydnad.

### Orgel
- 1872 bygger Åkerman & Lunds Orgelfabrik, Stockholm en orgel.
- Den nuvarande orgeln är byggd 1933 av Åkerman & Lunds Nya Orgelfabriks AB, Sundbybergs stad och är en pneumatisk orgel med rooseveltlådor. Stora delar av pipverket och fasaden är från 1872 års orgel. Tonomfånget är 56/30 och orgeln har två fria kombinationer 4 fasta kombinationer och registersvällare. Orgeln omdisponerades 1989 av Gunnar Carlsson, Borlänge.

| Huvudverk I         | Svällverk II        | Pedal             | Koppel   |
| Principal 8´        | Flöjtprincipal 8´   | Subbas 16´        | I/P      |
| Flûte Harmonique 8´ | Salicional 8´       | Flöjt 8´ (tr)     | II/P     |
| Borduna 8´          | Voix céleste 8´     | Principal 2´ (tr) | II/I     |
| Oktava 4'           | Rörflöjt 8'         |                   | I 4'     |
| Gedacktflöjt 4'     | Flûte Octaviante 4' |                   | II 16'/I |
| Cornett III         | Principal 2'        |                   | II 4'/I  |
|                     | Tremulant           |                   |          |
|                     | Crescendosvällare   |                   |          |

## Kyrkomiljön
Kyrkogården är symmetriskt omgärdad av ett smitt spjutstaket och höga plåtklädda kolonner vid huvudentrén. Väster om kyrkan finns ett bisättningshus som är uppfört efter ritningar av kyrkans arkitekt och samtida nuvarande kyrka.

### Webbkällor
- anläggningspresentation
- Upplandia.se - En site om Uppland
- Söderforssidan informerar